# NNDB
La NNDB (por su siglas en inglés de Notable Names Database, «Base de Datos de Nombres Notables» en español) es una base de datos en línea de detalles biográficos de más de 40 000 personas notorias. La NNDB se describe a sí misma como un "agregador de datos" de personas que se determina que son dignas de mención, pero que sirve sobre todo para identificar conexiones entre las personas.

## Entradas
Cada persona tiene un resumen ejecutivo dando una breve descripción de su notabilidad de la opinión de la NNDB. Todos tienen resúmenes sobre sus vitales estadísticas, tales como su nombre completo, seudónimos, nacimientos y muertes, ubicación de sus restos, creencias religiosas, género, razas o etnias, orientación sexual, miembros de la familia, relaciones y nacionalidades.
Algunas entradas tienen una breve biografía en prosa, o contienen hechos o citas de nota. Las entradas pueden contener resúmenes de las organizaciones a las que pertenecen, las enfermedades, las fobias, adicciones, uso de drogas, antecedentes penales, y otros datos. En el caso de los autores, actores, directores de cine y arquitectos, la entrada enumera las obras artísticas de la persona en orden cronológico.
Empresarios y funcionarios del gobierno tienen cronologías de sus puestos y posiciones oficiales, así como pensiones de membresías. La NNDB también tiene artículos de películas con comentarios enviados por los usuarios, discografías de los grupos de música seleccionados y extensas bibliografías sobre la mayoría de los temas. Los lectores pueden sugerir correcciones a través de un formulario en el sitio web, y estos posteriormente son examinados por un miembro del personal de la NNDB. Una excaracterística era el "Nivel de la Fama" asignado por la NNDB en "posición" de "ícono".

## NNDB Mapper
La NNDB Mapper, es una herramienta visual para explorar las conexiones entre las personas, se puso a disposición en mayo del 2008. Se requiere tener instalado Adobe Flash Player 7. La interfaz le permite al usuario asignar cómo se conectan varias personas e instituciones, y guardar y compartir estos mapas.